# Antonín Fantiš
Antonín Fantiš est un footballeur tchèque né le 15 avril 1992 à Prague. Il évolue au poste d'attaquant. 

## Biographie
Antonín Fantiš participe au championnat d'Europe des moins de 19 ans 2011 avec la Tchéquie. Son équipe atteint la finale de la compétition, en étant battue par l'Espagne lors de l'ultime match.

## Carrière
- 2008-2010 : 1.FK Příbram ( Tchéquie)
- 2010-déc. 2013 : Baník Ostrava ( Tchéquie)
- jan. 2014-déc. 2015 : Baumit Jablonec ( Tchéquie)
  - 2015-déc. 2015 : FC Fastav Zlín ( Tchéquie) (prêt)
- depuis jan. 2016 : FC Fastav Zlín ( Tchéquie)
  - depuis sep. 2017 : 1.FK Příbram ( Tchéquie) (prêt)

## Palmarès
- Finaliste du championnat d'Europe des moins de 19 ans 2011 avec l'équipe de Tchéquie
- Coupe de République tchèque  en 2017